# Cloniophorus plicatus
Cloniophorus plicatus là một loài bọ cánh cứng trong họ Cerambycidae.